# Маклејн (Мисисипи)
Маклејн (енгл. McLain) град је у америчкој савезној држави Мисисипи.

## Демографија
По попису из 2010. године број становника је 441, што је 162 (-26,9%) становника мање него 2000. године.
| Група             | 2000.       | 2010.       |
| Белци             | 381 (63,2%) | 319 (72,3%) |
| Афроамериканци    | 215 (35,7%) | 115 (26,1%) |
| Азијати           | 1 (0,2%)    | 0 (0,0%)    |
| Хиспаноамериканци | 8 (1,3%)    | 3 (0,7%)    |
| Укупно            | 603         | 441         |